# Iota Horologii
ι Horologii (Iota Horologii, ι Hor), auch HR810 ist ein 56 Lichtjahre entfernter Gelber Zwergstern. Er besitzt eine scheinbare Helligkeit von 5,4 mag.

## Planet
Im Jahre 1999 entdeckte Martin Kürster mit Hilfe der Radialgeschwindigkeitsmethode einen Exoplaneten (Iota Horologii b), der diesen Stern umkreist. Aufgrund seiner hohen Masse wird angenommen, dass es sich um einen Gasriesen handelt.

### Eigenschaften
Der Planet umrundet seinen Zentralstern etwa alle 320 Tage in einer Entfernung von etwa 0,93 AE mit einer Exzentrizität von 0,161. Er hat eine Masse von etwa 2,26 Jupitermassen.